# لاينن (ويسكنسن)
لاينن (بالإنجليزية: Lynn, Wisconsin)‏ هي بلدة أمريكية تقع في الولايات المتحدة في مقاطعة كلارك (ويسكونسن). يقدر عدد سكانها بـ 834 نسمة ومساحتها 92.2 كم2 وترتفع عن سطح البحر 341 متر.